# درساژ آزاد

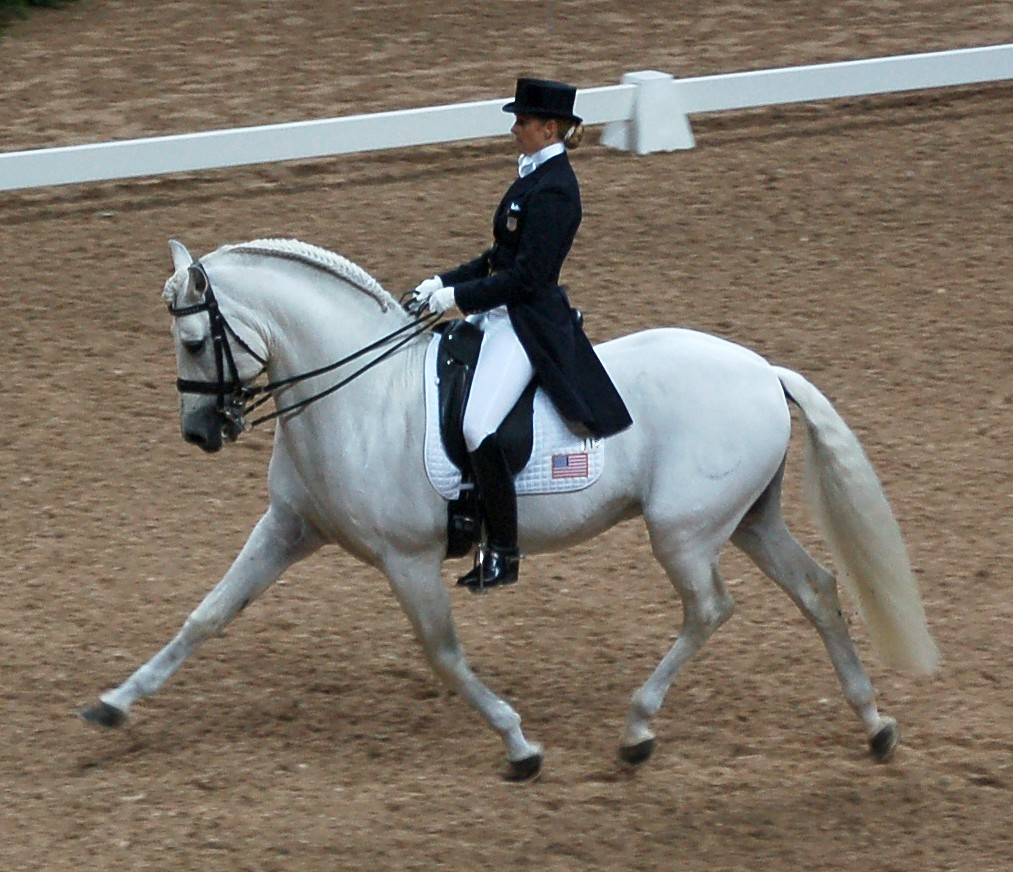
در مراسم فینال جام جهانی ۲۰۰۷ پرش با اسب FEI - ۲۰۰۷

درساژ آزاد یا درساژ آزاد با موسیقی که همچنین با نام آلمانی کر درساژ (به آلمانی: kür) نیز شناخته می‌شود یکی از گونه‌های رقابتهای رشتهٔ درساژ است که حرکتهای اسبها بایستی هماهنگی و سرعتی متناسب با موسیقی داشته باشند تا حالتی شبیه به «رقص» اسب را بیابند. حرکات و حالاتی جهت اجرا طراحی می‌شوند تا خواسته‌های مورد نیاز و متناسب با سطح رقابتها را از نظر فنی و هماهنگ با موسیقی انتخاب شده را توسط اسب و سوارکار برآورده کنند. مسابقات درساژ آزاد مسابقات سرگرم‌کننده هستند و تعداد زیادی از تماشاچیان را به خود جلب می‌کند.مسابقات سطح جهانی شامل پری سنت جرجز برای سوارکاران جوان اینترمدیت ۱ و جایزه بزرگ فدراسیون جهانی سوارکاری می‌شوند.